# Pentodon algerinum
Pentodon algerinum är en skalbaggsart som beskrevs av Herbst 1789. Pentodon algerinum ingår i släktet Pentodon och familjen Dynastidae.

## Underarter
Arten delas in i följande underarter:
- P. a. tchadense
- P. a. dispar
- P. a. bispinifrons
- P. a. indicum